# 1797 en science-fiction
| Années de la science-fiction : 1794 - 1795 - 1796 - 1797 - 1798 - 1799 - 1800    |
| Décennies de la science-fiction : 1760 - 1770 - 1780 - 1790 - 1800 - 1810 - 1820 |

L'année 1797 a connu, en matière de science-fiction, les faits suivants :

## Naissances et décès

### Naissances
- 30 août : Mary Shelley, femme de lettres britannique[1], morte en 1851.